# Chrysoexorista ochracea
Chrysoexorista ochracea là một loài ruồi trong họ Tachinidae.